# Microstachys serrulata
Microstachys serrulata är en törelväxtart som först beskrevs av Carl Friedrich Philipp von Martius, och fick sitt nu gällande namn av Johannes Müller Argoviensis. Microstachys serrulata ingår i släktet Microstachys och familjen törelväxter. Inga underarter finns listade i Catalogue of Life.